# Polittico di Sant'Ambrogio
Il polittico di Sant'Ambrogio è un dipinto olio su tavola di pioppo di Fermo Stella eseguito nel 1547 e collocato nel coro della chiesa di Sant'Ambrogio di Omegna, nella provincia del Verbano-Cusio-Ossola.

## Storia
La tavola centrale conserva due cartigli che riportano le citazioni:
(de agosto 27 et io Fermo Stella di Caravagio pinse)
(Cartiglio posto sul lato sinistro ai piedi di Sant'Ambrogio)
Il polittico fu commissionato da tutti gli abitanti di Omegna come indicato «universitade de Eumegna» e posto sul coro della chiesa il 27 agosto 1547.
Il polittico fu oggetto di attento restauro nel 1963 quando l'edificio di culto fu ristrutturato e la parte portata nei laboratori di Torino della Soprintendenza alle Gallerie del Piemonte, lavoro di pulitura che terminò nel 1974, per essere nuovamente assemblato e riposto nella sua collocazione originale. Questo lavoro che richiese un tempo molto più lungo del previsto, ha però permesso la ricostruzione storica della sua realizzazione. Purtroppo si era anche rilevato che le tavole erano state precedentemente lavate con acido muriatico, cercando di non rovinare solo la parte dedicata ai santi titolati, ma rovinandone altre che avevano perso le tracce originali, obbligando a una completa reintegrazione della forma e del colore. Si era inoltre evidenziato una prima ripittura in stile neoclassico riferita al XVIII e XIX secolo, che presentavano un'aggiunta di decori sulle vesti dei santi. Intorno agli anni sessanta nell'Ottocento su eseguito sull'opera una ulteriore distruzione delle poche parti che erano rimaste originali, portando il lavoro ad avere solo il 30% della pittura originale. La tavola che si presentava in condizioni peggiori è quella posta centralmente nell'ordine superiore della Madonna col Bambino e le predelle con la raffigurazione degli angeli che furono reintegrati. L'artista aveva però preparato le tavole con un solo strato di gesso, con l'uso delle tradizionali preparazioni sulle fessure e sulle crepe del legno.

## Descrizione e stile
Il polittico è la più importante opera d'arte della chiesa di Sant'Ambrogio e si compone di sei tavole di pioppo poste su due ordini, e assemblate in una ricca cornice intagliata e dorata con colonnine tornite complete di capitelli in stile rinascimentale, e raffiguranti nove santi protettori più la Madonna col Bambino e ulteriori quattro formelle dove sono dipinti angeli.
L'ordine superiore presenta le tavole da sinistra raffigurante 
- santi Stefano raffigurato con le pietre simbolo del martirio e Nicola di Bari benedicente negli abiti di vescovo (161x69), che sono patroni delle località di Quarna Sotto e Quarna Sopra,
- Madonna in trono col Bambino che regge il globo che alza tre dita indicato la Trinità (160x88) nella parte centrale
- santi Giorgio negli abiti militari con il drago ucciso ai suoi piedi e Gaudenzio di Novara negli abiti vescovili (161x68,5) patroni di Casale Corte Cerro e a Crusinallo;

nell'ordine inferiore sempre da sinistra 
- san Giovanni Battista e san Maiolo (161,5x69) a sinistra, centrale
- sant'Ambrogio (160x68) centrale titolare della chiesa;
- santi Bartolomeo e Giacomo (161x68,5) laterale destra patroni di Germano e a Luzzogno;
- Le predelle raffigurano sei angeli. che reggono alcune scritte di lode al mistero eucaristico, vi era infatti il tabernacolo inserito in questa parte centrale.

La cornice in cui sono inserite le tavole si presenta in stile gaudenziano, non è questa conferma che Stella avesse operato anche come scultore, ma prova la sua volontà di a dimostrale l'integrazione tra l'elemento plastico tradizionale e quello figurativo. Le raffigurazioni dei santi e i loro simboli si presentano di una certa rigidità consona però a quelle che erano le indicazioni della chiesa, in particolare nella regione alpina nel XVI secolo.